# 丹後神崎站
丹後神崎站（日语：／ Tango-kanzaki eki */?）是位於京都府舞鶴市油江109番4號，WILLER TRAINS（京都丹後鐵道）的宮舞線（愛稱為宮津線）車站。車站編號為M11。
此站最接近神崎海灘，因此愛稱設定為「神崎海灘站」。從前，於夏天設有臨時特急列車停靠。在2008年3月修正起，「丹後發現」不再駛入宮津線宮津站以東區間，因此此站只有普通列車（包括宮津線內各站停車和快速「丹後青松」）停站。
此站至西舞鶴站之間都是位於舞鶴市內。

## 歷史
- 1957年（昭和32年）6月22日 - 在當地居民請願下，宮津線東雲站至丹後由良站之間開設此站。
- 1987年（昭和62年）4月1日 - 伴隨國鐵分割民營化，車站由西日本旅客鐵道（JR西日本）營運。
- 1990年（平成2年）4月1日 - 宮津線由北近畿丹後鐵道接管，成為北近畿丹後鐵道車站。
- 2014年（平成26年）3月 - 車站加設愛稱「神崎海灘站」[1]。
- 2015年（平成27年）4月1日 - 由WILLER TRAINS接管車站，成為京都丹後鐵道宮舞線車站。

## 車站構造
車站是一座地面車站，設有1面1線單式月台，宮津方向的列車會開啟左邊車門。前往西舞鶴方向和宮津方向的列車使用同一月台。由於車站沒有轉轍器和絶對信號機，因此被定義為停留所。
此站是為無人車站。車站大樓是位於月台靠近宮津一方，在月台上設有男女共用濕廁（多功能廁所）。

## 車站周邊
- 由良川（日语：由良川）
  - 由良川橋樑
- 神崎霍夫曼窯 - 全日本僅存4座現存霍夫曼窯之一。
- 神崎兒童中心舞舞屋
- 神崎簡易郵局

## 使用狀況
以下為近年1日平均乘車人次列表
| 乘車人次變化 | 乘車人次變化    |
| 年度         | 1日平均乘車人次 |
| ------------ | --------------- |
| 1999         | 77              |
| 2000         | 60              |
| 2001         | 47              |
| 2002         | 41              |
| 2003         | 41              |
| 2004         | 36              |
| 2005         | 25              |
| 2006         | 27              |
| 2007         | 22              |
| 2008         | 36              |
| 2009         | 36              |
| 2010         | 25              |
| 2011         | 30              |
| 2012         | 25              |
| 2013         | 25              |
| 2014         | 19              |
| 2015         | 14              |
| 2016         | 16              |
| 2017         | 8               |
| 2018         | 11              |

## 相鄰車站
WILLER TRAINS（京都丹後鐵道）
宮舞線（宮津線）
快速（只有上行方向）
通過
快速「丹後青松」（只有下行方向）、普通
東雲（M10）－丹後神崎（M11）－丹後由良（M12）

## 注腳
1. ↑  . 京都府.   [2015-11-30]. （原始内容存档于2016-03-05） （日语）.
2. ↑  京都府統計書

## 外部連結
- 丹後神崎站 （页面存档备份，存于）（日語） - 京都丹後鐵道